# رود خاتیرکا
رود خاتیرکا (روسی: Хатырка) یک رودخانه در ناحیه خودگردان چوکوتکای کشور روسیه است.